# 한여름의 꿈 (2016년 드라마)
《한 여름의 꿈》은 2016년 10월 9일에 방영한 《KBS 드라마 스페셜 2016》 시리즈 중 세 번째 작품이다.

## 줄거리
청산도를 배경으로 꾸며진 휴먼스토리. 미혼부 만식은 아내가 집을 나가고 엄마 없이 딸 예나를 혼자 키워왔다. 하지만 출생신고를 해서 딸을 학교에 보내야 하기 때문에 딸의 출생신고가 일생일대의 소원되었다. 해서 국제결혼을 알선하는 곳에서 베트남 여자와 결혼해 출생신고서를 얻고자 하는데, 아이의 나이가 많다며 거절했다는 날벼락 같은 소식을 듣는다. 자그마치 이천만 원이나 되는 돈을 거절할 정도로 자신이 별로인가 상처 받으려는 순간, 시골 다방에 팔려온 미희라는 여자가 넝쿨째 굴러 들어온다.김나희 (2016년 10월 7일). “'한여름의 꿈', KBS 단막극 자부심 이어갈 공감 드라마(종합)”. 뉴스1스타.

## 등장 인물

### 주요 인물
- 김희원 : 황만식 역
- 김가은 : 장미희 역
- 김보민 : 황예나 역

### 그 외 인물
- 박혜진 : 김순정 역
- 이서환 : 권찬수 역
- 이강욱 : 권찬형 역
- 양현민
- 이타
- 옥주리
- 백은경
- 장혜민
- 유민주
- 이숙진
- 벤지
- 유주원 : 권민준 역
- 금서연

### 특별출연
- 류승수 : 김 사장 역
- 김현숙 : 다방 마담 역

## 시청률
- 전국 시청률 : '2.9%[1]